# Abadal
Abadal – hiszpańskie przedsiębiorstwo motoryzacyjne zajmujące się produkcją samochodów.
W 1912 roku firmie Abadal udało się wprowadzić na rynek samochody osobowe. Planowano także produkcję szybkich luksusowych samochodów. Jedna z belgijskich firm wykupiła licencję, jednak wszystkie plany pokrzyżowała wojna, która wybuchła w Europie w 1914 roku, w wyniku czego liczba potencjalnych nabywców gwałtownie zmalała. W 1923 roku, Francisco Serramelera y Abadal zrezygnował z dalszego prowadzenia przedsiębiorstwa i został przedstawicielem General Motors na Hiszpanię.